# Liste der Kirchen im Bistum Aachen – Region Mönchengladbach
Die Liste der Kirchen im Bistum Aachen – Region Mönchengladbach listet die römisch-katholischen Kirchen auf, die zum Bestand der GdG Mönchengladbach-Mitte, GdG Mönchengladbach-Neuwerk, GdG Korschenbroich (ohne die Stadtteile Glehn, Lüttenglehn, Epsendorf und Steinforth-Rubbelrath), GdG Mönchengladbach-Ost, GdG Giesenkirchen-Mülfort, GdG Mönchengladbach-Rheydt-Mitte, GdG Jüchen, GdG Mönchengladbach-Süd, GdG Mönchengladbach-Rheydt-West, GdG Mönchengladbach-Südwest und GdG St. Peter Mönchengladbach-West im Bistum Aachen zählen. Die Kapellen der Region sind in der Liste der Kapellen im Bistum Aachen – Region Mönchengladbach einsortiert, die profanierten Kirchen in der Liste der profanierten Kirchen im Bistum Aachen.

## Liste
| Bild | Kirche                       | Ort                            | Pfarrei                                | Gemeinschaft der Gemeinden      | Rang         |
| ---- | ---------------------------- | ------------------------------ | -------------------------------------- | ------------------------------- | ------------ |
|      | St. Jakobus der Ältere       | Jüchen                         | St. Jakobus der Ältere/Jüchen          | Jüchen                          | Pfarrkirche  |
|      | St. Martinus                 | Jüchen-Bedburdyck              | St. Martinus/Bedburdyck                | Jüchen                          | Pfarrkirche  |
|      | St. Nikolaus                 | Jüchen-Damm                    | St. Martin/Bedburdyck                  | Jüchen                          | Filialkirche |
|      | St. Martin                   | Jüchen-Gierath                 | St. Martin/Gierath                     | Jüchen                          | Pfarrkirche  |
|      | St. Pantaleon                | Jüchen-Hochneukirch            | St. Pantaleon/Hochneukirch             | Jüchen                          | Pfarrkirche  |
|      | St. Georg                    | Jüchen-Neuenhoven              | St. Georg/Neuenhoven                   | Jüchen                          | Pfarrkirche  |
|      | St. Pankratius               | Jüchen-Garzweiler              | St. Jakobus der Ältere/Jüchen          | Jüchen                          | Filialkirche |
|      | St. Simon und Judas Thaddäus | Jüchen-Otzenrath               | St. Pantaleon/Hochneukirch             | Jüchen                          | Filialkirche |
|      | St. Andreas                  | Korschenbroich                 | St. Andreas/Korschenbroich             | Korschenbroich                  | Pfarrkirche  |
|      | Herz Jesu                    | Korschenbroich-Herrenshoff     | Herz Jesu/Herrenshoff                  | Korschenbroich                  | Pfarrkirche  |
|      | St. Dionysius                | Korschenbroich-Kleinenbroich   | St. Dionysius/Kleinenbroich            | Korschenbroich                  | Pfarrkirche  |
|      | St. Georg                    | Korschenbroich-Liedberg        | St. Georg/Liedberg                     | Korschenbroich                  | Pfarrkirche  |
|      | St. Marien                   | Korschenbroich-Pesch           | St. Georg/Liedberg                     | Korschenbroich                  | Pfarrkirche  |
|      | St. Barbara                  | Mönchengladbach                | St. Vitus/Mönchengladbach              | Mönchengladbach-Mitte           | Filialkirche |
|      | St. Mariä Himmelfahrt        | Mönchengladbach                | St. Vitus/Mönchengladbach              | Mönchengladbach-Mitte           | Filialkirche |
|      | St. Maria Rosenkranz         | Mönchengladbach                | St. Vitus/Mönchengladbach              | Mönchengladbach-Mitte           | Filialkirche |
|      | St. Vitus                    | Mönchengladbach                | St. Vitus/Mönchengladbach              | Mönchengladbach-Mitte           | Pfarrkirche  |
|      | Herz Jesu                    | Mönchengladbach-Bettrath-Hoven | Maria von den Aposteln/Mönchengladbach | Mönchengladbach-Neuwerk         | Filialkirche |
|      | St. Rochus                   | Mönchengladbach-Broich         | St. Rochus/Broich-Peel                 | Mönchengladbach-Südwest         | Pfarrkirche  |
|      | Heilig Geist                 | Mönchengladbach-Geistenbeck    | St. Laurentius/Odenkirchen             | Mönchengladbach-Süd             | Filialkirche |
|      | St. Gereon                   | Mönchengladbach-Giesenkirchen  | St. Gereon/Giesenkirchen               | Giesenkirchen-Mülfort           | Pfarrkirche  |
|      | St. Matthias                 | Mönchengladbach-Günhoven       | St. Helena/Rheindahlen                 | Mönchengladbach-Südwest         | Grabeskirche |
|      | St. Nikolaus                 | Mönchengladbach-Hardt          | St. Nikolaus/Hardt                     | St. Peter, Mönchengladbach-West | Pfarrkirche  |
|      | St. Bonifatius               | Mönchengladbach-Hardterbroich  | St. Josef/Hermges                      | Mönchengladbach-Ost             | Filialkirche |
|      | St. Mariä Heimsuchung        | Mönchengladbach-Hehn           | St. Mariä Heimsuchung/Hehn             | Mönchengladbach-Südwest         | Pfarrkirche  |
|      | St. Josef                    | Mönchengladbach-Hermges        | St. Josef/Hermges                      | Mönchengladbach-Ost             | Pfarrkirche  |
|      | St. Margareta                | Mönchengladbach-Hockstein      | Herz Jesu/Rheydt                       | Mönchengladbach-Rheydt-West     | Filialkirche |
|      | St. Michael                  | Mönchengladbach-Holt           | St. Benedikt/Mönchengladbach           | Mönchengladbach-Südwest         | Pfarrkirche  |
|      | St. Mariä Empfängnis         | Mönchengladbach-Lürrip         | St. Mariä Empfängnis/Lürrip            | Mönchengladbach-Ost             | Pfarrkirche  |
|      | St. Mariä Himmelfahrt        | Mönchengladbach-Meerkamp       | St. Mariä Himmelfahrt/Meerkamp         | Giesenkirchen-Mülfort           | Pfarrkirche  |
|      | St. Paul                     | Mönchengladbach-Mülfort        | St. Paul/Mülfort                       | Giesenkirchen-Mülfort           | Pfarrkirche  |
|      | St. Mariä Himmelfahrt        | Mönchengladbach-Neuwerk        | Maria von den Aposteln/Mönchengladbach | Mönchengladbach-Neuwerk         | Pfarrkirche  |
|      | St. Laurentius               | Mönchengladbach-Odenkirchen    | St. Laurentius/Odenkirchen             | Mönchengladbach-Süd             | Pfarrkirche  |
|      | St. Michael                  | Mönchengladbach-Odenkirchen    | St. Laurentius/Odenkirchen             | Mönchengladbach-Süd             | Filialkirche |
|      | St. Konrad von Parzham       | Mönchengladbach-Ohler          | Herz Jesu/Rheydt                       | Mönchengladbach-Rheydt-West     | Filialkirche |
|      | St. Helena                   | Mönchengladbach-Rheindahlen    | St. Helena/Rheindahlen                 | Mönchengladbach-Südwest         | Pfarrkirche  |
|      | St. Franziskus               | Mönchengladbach-Rheydt         | St. Marien/Rheydt                      | Mönchengladbach-Rheydt-Mitte    | Filialkirche |
|      | Herz-Jesu-Kirche             | Mönchengladbach-Rheydt         | Herz Jesu/Rheydt                       | Mönchengladbach-Rheydt-West     | Pfarrkirche  |
|      | St. Johann Baptist           | Mönchengladbach-Rheydt         | Herz Jesu/Rheydt                       | Mönchengladbach-Rheydt-West     | Filialkirche |
|      | St. Josef                    | Mönchengladbach-Rheydt         | St. Marien/Rheydt                      | Mönchengladbach-Rheydt-Mitte    | Grabeskirche |
|      | St. Marien                   | Mönchengladbach-Rheydt         | St. Marien/Rheydt                      | Mönchengladbach-Rheydt-Mitte    | Pfarrkirche  |
|      | St. Josef                    | Mönchengladbach-Schelsen       | St. Josef/Schelsen                     | Giesenkirchen-Mülfort           | Pfarrkirche  |
|      | St. Pius X.                  | Mönchengladbach-Uedding        | Maria von den Aposteln/Mönchengladbach | Mönchengladbach-Neuwerk         | Filialkirche |
|      | St. Maria Empfängnis         | Mönchengladbach-Venn           | St. Maria Empfängnis/Venn              | St. Peter, Mönchengladbach-West | Pfarrkirche  |
|      | St. Mariä Himmelfahrt        | Mönchengladbach-Wanlo          | St. Matthias/Mönchengladbach           | Mönchengladbach-Süd             | Filialkirche |
|      | Heilig Kreuz                 | Mönchengladbach-Westend        | St. Benedikt/Mönchengladbach           | Mönchengladbach-Südwest         | Filialkirche |
|      | St. Antonius                 | Mönchengladbach-Wickrath       | St. Matthias/Mönchengladbach           | Mönchengladbach-Süd             | Pfarrkirche  |
|      | Herz Jesu                    | Mönchengladbach-Wickrathhahn   | St. Matthias/Mönchengladbach           | Mönchengladbach-Süd             | Filialkirche |
|      | St. Anna                     | Mönchengladbach-Windberg       | St. Anna/Windberg                      | St. Peter, Mönchengladbach-West | Pfarrkirche  |